# Liste der Mitglieder des Sächsischen Landtags 1866/68
Diese Liste gibt einen Überblick über die Mitglieder des Sächsischen Landtags des Jahres 1866/68.

## Zusammensetzung der I. Kammer

### Präsidium
- Präsident: Friedrich Freiherr von Friesen
- Vizepräsident: Friedrich Wilhelm Pfotenhauer
- 1. Sekretär: Christoph Holm von Egidy
- 2. Sekretär: Eduard Wimmer

### Vertreter des Königshauses und der Standesherrschaften
| Besitz oder Institution                                      | Abgeordneter                                        | Bemerkungen |
| ------------------------------------------------------------ | --------------------------------------------------- | ----------- |
| Sächsisches Königshaus                                       | Prinz Georg Prinz Albert                            |             |
| Besitzer der Standesherrschaft Königsbrück                   | August Graf Wilding von Königsbrück                 |             |
| Besitzer der Standesherrschaft Reibersdorf                   | Curt Heinrich Ernst Graf von Einsiedel              |             |
| Bevollmächtigter der Herrschaft Wildenfels                   | Bernhard Freiherr von Hausen                        |             |
| Vertreter der vier Schönburgischen Lehnsherrschaften         | Karl Heinrich Wolf Wilhelm Franz Graf von Schönburg |             |
| Bevollmächtigter der fünf Schönburgischen Rezessherrschaften | Karl von Könneritz                                  |             |
| Vertreter der Universität Leipzig                            | Karl Friedrich Rudolf Heinze                        |             |

### Vertreter der Geistlichkeit
| Amt                                  | Abgeordneter                    | Bemerkungen |
| ------------------------------------ | ------------------------------- | ----------- |
| Evangelischer Oberhofprediger        | Theodor Albert Liebner          |             |
| Dekan des Domstifts zu Bautzen       | Ludwig Anton Forwerk            |             |
| Superintendent zu Leipzig            | Gotthard Victor Lechler         |             |
| Vertreter des Kollegiatstifts Wurzen | Hennig Albert von Stammer       |             |
| Vertreter des Hochstifts Meißen      | Johann Heinrich August von Behr |             |

### Auf Lebenszeit gewählte Abgeordnete der Rittergutsbesitzer
| Wahlbezirk            | Abgeordneter                                     | Bemerkungen |
| --------------------- | ------------------------------------------------ | ----------- |
| Meißner Kreis         | Christoph Holm von Egidy                         |             |
| Meißner Kreis         | Carl August Rittner                              |             |
| Meißner Kreis         | Bernhard Freiherr von Rochow                     |             |
| Erzgebirgischer Kreis | Karl von Einsiedel                               |             |
| Erzgebirgischer Kreis | William Eduard Krafft                            |             |
| Oberlausitz           | Franz Guido Hempel                               |             |
| Oberlausitz           | Egon Heinrich Gustav von Schönberg-Bibran-Modlan |             |
| Oberlausitz           | Johannes Petrus Cajus Graf zu Stolberg-Stolberg  |             |
| Leipziger Kreis       | Otto von Böhlau                                  |             |
| Leipziger Kreis       | Oswald von Nostitz-Wallwitz                      |             |
| Vogtländischer Kreis  | Heinrich Ludolph Kasten                          |             |
| Vogtländischer Kreis  | Carl von Metzsch                                 |             |

### Rittergutsbesitzer durch Königliche Ernennung
- Heinrich Otto von Erdmannsdorf
- Ludwig Wilhelm Ferdinand von Beschwitz
- Friedrich Freiherr von Friesen
- Karl Adolf Graf von Hohenthal
- Curt Ernst von Posern
- Rudolf Friedrich Theodor von Watzdorf
- Ludwig Eduard Victor von Zehmen
- Bernhard Edler von der Planitz
- Georg von Miltitz
- Friedrich Emil Robert Meinhold

### Magistratspersonen
| Wahlbezirk | Abgeordneter                                     | Bemerkungen |
| ---------- | ------------------------------------------------ | ----------- |
| Dresden    | Friedrich Wilhelm Pfotenhauer, Oberbürgermeister |             |
| Leipzig    | Carl Wilhelm Otto Koch, Bürgermeister            |             |
| Schneeberg | Eduard Wimmer, Bürgermeister                     |             |
| Freiberg   | August Friedrich Clauß, Bürgermeister            |             |
| Grimma     | Ernst Ludwig Hennig, Bürgermeister               |             |
| Meißen     | Karl Richard Hirschberg, Bürgermeister           |             |
| Bautzen    | Conrad Eduard Löhr, Bürgermeister                |             |
| Chemnitz   | Johannes Friedrich Müller, Bürgermeister         |             |

## Zusammensetzung der II. Kammer

### Präsidium
- Präsident: Daniel Ferdinand Ludwig Haberkorn
- Vizepräsident: Friedrich Wilhelm Oehmichen
- 1. Sekretär: Karl Loth
- 2. Sekretär: Alexander Theodor Adolph Schenk

### Abgeordnete der Rittergutsbesitzer
| Wahlbezirk            | Abgeordneter                                                 | stellvertretender Abgeordneter                  | Bemerkungen                                       |
| --------------------- | ------------------------------------------------------------ | ----------------------------------------------- | ------------------------------------------------- |
| Erzgebirgischer Kreis | Leonce Robert Freiherr von Könneritz                         | Julius Braun                                    |                                                   |
| Erzgebirgischer Kreis | Friedrich Oskar von Reinhardt                                | Rudolph Waldemar von Seydewitz                  | Reinhardt war Rittergutsbesitzer auf Augustusberg |
| Erzgebirgischer Kreis | Eduard Heinrich von Schönfels                                | Max Hermann von Carlowitz-Maxen                 |                                                   |
| Leipziger Kreis       | Adolf Baumann                                                | Moritz Clauß                                    |                                                   |
| Leipziger Kreis       | Theodor Alexander Platzmann                                  | Alexis Peltz                                    |                                                   |
| Leipziger Kreis       | Wilhelm Julius Knechtel                                      | Karl Jakob Kees                                 |                                                   |
| Leipziger Kreis       | Anton von Carlowitz                                          | Ernst Curt Rudolph Freiherr von Streit          |                                                   |
| Meißner Kreis         | Karl Christian Arthur Freiherr Dathe von Burgk               | Wilhelm Eduard Otto                             |                                                   |
| Meißner Kreis         | Erdmann Theodor Günther                                      | Eduard Herrmann Haberland                       |                                                   |
| Meißner Kreis         | Feodor Franz Albert von Schönberg                            | Edmund Schneider                                |                                                   |
| Meißner Kreis         | Christian Heinrich Steiger                                   | Franz Julius Roßberg                            |                                                   |
| Meißner Kreis         | Karl Victor Freiherr von Ferber                              | Otto von Schönberg                              |                                                   |
| Oberlausitz           | Alexander Theodor Adolph Schenk                              | Eduard Gottlob Leo von Nostitz und Jänkendorf   |                                                   |
| Oberlausitz           | Friedrich Theodor von Criegern                               | Friedrich Wilhelm Schmalz                       |                                                   |
| Oberlausitz           | Theodor Graf und Edler Herr zur Lippe-Biesterfeld-Weißenfeld | Friedrich Graf zur Lippe-Biesterfeld-Weißenfeld |                                                   |
| Oberlausitz           | Hans Karl Florian von Nostitz-Drzwiecki                      | Ernst Gustav Julius Pfeiffer                    |                                                   |
| Oberlausitz           | Hermann von Salza und Lichtenau                              | ?                                               |                                                   |
| Vogtländischer Kreis  | Franz Adler                                                  | Franz Julius Förster                            |                                                   |
| Vogtländischer Kreis  | Franz Ludwig Golle                                           | Rudolph Woldemar von Bodenhausen                |                                                   |
| Vogtländischer Kreis  | Wilhelm Otto Seiler                                          | Franz Gustav Emil Kreller                       |                                                   |

### Abgeordnete der Städte
| Wahlbezirk | Abgeordneter                      | stellvertretender Abgeordneter | Bemerkungen                                                                      |
| ---------- | --------------------------------- | ------------------------------ | -------------------------------------------------------------------------------- |
| 1          | Karl Heinrich                     | Eduard Albrecht Schedlich      |                                                                                  |
| 2          | Ernst Caspari                     | Friedrich Wilhelm Schneider    |                                                                                  |
| 3          | Ernst Heinrich Thiele             | Ferdinand Edwin Erchenberger   |                                                                                  |
| 4          | Emil Bruno Mosch                  | Wilhelm Gustav Dietel          |                                                                                  |
| 5          | Karl Loth                         | Emil Sommer                    |                                                                                  |
| 6          | Oskar Kretschmar                  | Ernst Robert Huste             |                                                                                  |
| 7          | Hermann Friedrich Theodor Schreck | Hugo Ernst Hartung             |                                                                                  |
| 8          | Friedrich Raimund Sachße          | Ludwig Bernhard Krüger         |                                                                                  |
| 9          | Karl Meltzer                      | Friedrich August Flatter       |                                                                                  |
| 10         | Rudolph Hilmar Seyfart            | Alexander Haupt                |                                                                                  |
| 11         | Heinrich Theodor Koch             | Christian Friedrich Schubert   |                                                                                  |
| 12         | Friedrich Gustav Weidauer         | Friedrich Christian Funke      |                                                                                  |
| 13         | Otto Hermann Krauße               | Karl Heinrich Friedrich        |                                                                                  |
| 14         | Karl Wilhelm Stauß                | August Gottwerth Penzig        |                                                                                  |
| 15         | Oskar Kürzel                      | Moritz Emil Körner             |                                                                                  |
| 16         | Friedrich Robert Ploß             | Adolph Otto                    |                                                                                  |
| 17         | Hermann Lang                      | Gustav Schuricht               |                                                                                  |
| 18         | Alexander Hermann Bauer           | Ernst von der Mosel            |                                                                                  |
| 19         | Karl Julius Geyer                 | Georg Heinrich Reinhardt       |                                                                                  |
| 20         | Daniel Ferdinand Ludwig Haberkorn | Ernst Wilhelm Haupt            |                                                                                  |
| Chemnitz   | Eduard Hermann Müller             | Georg Paul Heßler              |                                                                                  |
| Dresden    | Ernst Albert Jordan               | Rudolph Moritz Reinhardt       | exakte Benennung des Dresdner Wahlbezirks erfolgt in vorliegenden Quellen nicht  |
| Dresden    | Julius Theodor Hertel             | Carl Wilhelm Dindorf           | exakte Benennung des Dresdner Wahlbezirks erfolgt in vorliegenden Quellen nicht  |
| Dresden    | Karl Friedrich August Walther     | Paul Alfred Stübel             | exakte Benennung des Dresdner Wahlbezirks erfolgt in vorliegenden Quellen nicht  |
| Leipzig    | Carl Otto Müller                  | Raimund Härtel                 | exakte Benennung des Leipziger Wahlbezirks erfolgt in vorliegenden Quellen nicht |
| Leipzig    | Karl Heyner                       | Paul Adolph Maximilian Rose    | exakte Benennung des Leipziger Wahlbezirks erfolgt in vorliegenden Quellen nicht |

### Abgeordnete des Bauernstandes
| Wahlbezirk | Abgeordneter                                     | stellvertretender Abgeordneter | Bemerkungen |
| ---------- | ------------------------------------------------ | ------------------------------ | ----------- |
| 1          | Julius Ehrenberg                                 | Friedrich Wilhelm Thiemer      |             |
| 2          | Friedrich Wilhelm Schade                         | Christian Karl Treiber         |             |
| 3          | Karl Ernst Seydel                                | Christian Gottfried Ahnert     |             |
| 4          | Karl Heinrich Otto                               | Johann Christlieb Jentzsch     |             |
| 5          | Heinrich Wilhelm Pötzsch                         | Heinrich Hermann Däweritz      |             |
| 6          | Friedrich August Müller                          | Friedrich Moritz Brendel       |             |
| 7          | Anton Gabriel Belleville                         | Carl Louis Hähner              |             |
| 8          | Friedrich Wilhelm May                            | Johann Gottlieb Schinke        |             |
| 9          | Moritz Lehmann                                   | Carl Weitzmann                 |             |
| 10         | Friedrich Wilhelm Oehmichen                      | Karl Ernst Klopfer             |             |
| 11         | Magnus Guido Uhlemann                            | Friedrich Wilhelm Lorenz       |             |
| 12         | Wilhelm Heinrich Vogel                           | Karl Hugo Schramm              |             |
| 13         | Carl Lebrecht Ufer                               | Karl Ernst Steiger             |             |
| 14         | Carl Friedrich Solbrig Friedrich Ferdinand Linke | Friedrich Ferdinand Linke      |             |
| 15         | Carl Friedrich Thümer                            | Wilhelm Heinrich Vogel         |             |
| 16         | Karl Gotthilf Mehnert                            | Ernst Julius Schulze           |             |
| 17         | Johann Christoph Friedrich Stöhr                 | Friedrich Eduard Kessel        |             |
| 18         | Friedrich August Barth                           | Florentin Kästner              |             |
| 19         | Friedrich Dienegott Kempte                       | Carl Friedrich Wolf            |             |
| 20         | Johann Christian Stier                           | Johann Ehrhardt Sünderhauf     |             |
| 21         | Christian Gottlieb Riedel                        | Ernst Gotthelf Held            |             |
| 22         | Johann Gottfried Tempel                          | Karl Elias Domsch              |             |
| 23         | Karl August Heinze                               | Karl Gottlieb Böhmer           |             |
| 24         | Karl Hermann Fahnauer                            | Heinrich Benno Möschler        |             |
| 25         | Friedrich Wilhelm Beeg                           | Karl Bernhard Päßler           |             |

### Vertreter des Handels und Fabrikwesens
Die Abgeordneten des Handels und Fabrikwesens, die auf diesem Landtag letztmals in dieser Konstellation vertreten waren, sind in den vorliegenden Quellen unklar angegeben. Laut dem Dresdner Adressbuch von 1868 waren die folgenden Personen Vertreter des Handels und Fabrikwesens:
| Abgeordneter           | stellvertretender Abgeordneter | Bemerkungen |
| ---------------------- | ------------------------------ | ----------- |
| Franz Ludwig Gehe      | Gottfried Reichardt,           |             |
| Paul Ludwig Bassenge   | Anton Hugo Welter              |             |
| Moritz Ostwalt         |                                |             |
| Conrad Rudolph Pornitz | Julius Theodor Marbach         |             |
| Karl Hecker            | Gustav Adolph Gehrenbeck       |             |
| Franz August Mammen    |                                |             |

Matzerath nennt weiterhin Heinrich Moritz Bering, Georg Ludwig Wilhelm Burk, Bernhard Eisenstuck, Karl Ehret als Abgeordnete sowie Philipp Wilhelm Hamm, Emil Christian Hänel und Moritz Heinrich Lorenz als stellvertretende Abgeordnete.